# Punta de la Banya
Punta de la Banya är en udde i Spanien.   Den ligger i provinsen Província de Tarragona och regionen Katalonien, i den östra delen av landet, 400 km öster om huvudstaden Madrid.
Terrängen inåt land är platt åt nordost, men åt nordväst är den kuperad.  Närmaste större samhälle är Sant Carles de la Ràpita, 6,2 km nordväst om Punta de la Banya. 